# Bygdedräkter i Älvdals härad samt Hagforstrakten
Bygdedräkter i Älvdals härad samt trakterna kring Hagfors.

## Hagfors
Ansedd som “rätt anonym” och “ganska diskret”.  Har varken förkläde eller mössa - avsikten var att detaljer skulle kunna komma i efterhand. Avsett som både som vardags- och festdräkt .
Helt autentisk kvinnodräkt från 1840, härstammad från Prästnol i gamla moderkommunen Norra Råda och hämtad från Nordiska museets samlingar - på 50-talet råddes man att ta till sig just Prästboldräkten. Det förekom dock tvister med  Värmlands Hemslöjd och dräktnämnden om dräktens lämplighet.
| Plaggtyp   | Beskrivning | Ursprung |
| ---------- | --- | -------- |
| Kjol       | Veckad kjol med sprund och knäppningar med små knappar Rutmönster, smått i grönt svart och rött - vävd i Hagfors hembygdsgård |          |
| Liv        | Samma tyg som kjolen. Borgerlig blus med lång ärm, ståkrage med vit knypplad spets, helfodrad                                 |          |
| Överdel    | |          |
| Förkläde   | Inget framtagen (1973), syfte att ta fram efterhand för olika socknar                                                         |          |
| Halskläde  | |          |
| Huvudbonad | |          |
| Ytterplagg | |          |
| Fotdon     | |          |

## Nedre Älvdal
Kvinnodräkt invigd 1960.
Grön färgskala dominerande bouppteckningar av tyger . Området kan också sägas ha påverkats av vad som förekom i Bergslagen, det förekom handelsutbyte österut .
Väska bärs till dräkten: mässingsbygel med ornament, från original i  Kärnåsen . Rekonstruerad 1969 .
| Plaggtyp   | Beskrivning                                                   | Ursprung                  |
| ---------- | ------------------------------------------------------------- | ------------------------- |
| Kjol       | Grön (gulgrön)                                                |                           |
| Liv        | Randigt skörtlivstycke                                        | Grås gård, Sunnemo        |
| Överdel    |                                                               |                           |
| Förkläde   | Vardag: bomull med rött tryck på vit botten Högtid: Rött ylle | Rött: Smedstugan, Sunnemo |
| Halskläde  | Vitt . Eller: Sidensjal                                       |                           |
| Huvudbonad | Rött hårband (ogifta) Linnehatt (gifta)                       |                           |
| Ytterplagg |                                                               |                           |
| Fotdon     |                                                               |                           |

Mansdräkt för Nedre Älvdal (Hagfors, Råda, Sunnemo och Gustav Adolf) , rekonstruerad och invigd 1974 .
| Plaggtyp   | Beskrivning                                                                                     | Ursprung                                                                              |
| ---------- | ----------------------------------------------------------------------------------------------- | ------------------------------------------------------------------------------------- |
| Byxor      | Gult mollskin med sö-svarta sömmar dvs svart skinn under sömmarna Svart vadmal förekommer också |                                                                                       |
| Väst       | Blå varp och brun-gröna ränder. Ståndkrage, hyskor och hakar eller Svart väst                   | Tygbit från väst från Uddeholmshyttan                                                 |
| Överdel    |                                                                                                 | Brudgumsskjorta från 1830-tal i Hagen, Ransäter                                       |
| Halskläde  |                                                                                                 |                                                                                       |
| Huvudbonad | Brunsvart (sösvart med svart skinn under sömmarna) trindmössa                                   |                                                                                       |
| Ytterplagg | Mörkt grön, vadmal med häktor                                                                   | Upphittade knappar från 1750-1800-talet Modell/snitt på rock/tröja från bouppteckning |
| Fotdon     | Svarta skor med plös Vita strumpor Gröna-röda-strumpeband                                       |                                                                                       |

## Nyskoga socken
Stommen hämtats från finska Savolax. Blått och vitt dominerar. Skapad i mitten av 50-talet av Ingeborg Larsson .
| Plaggtyp   | Beskrivning                                                       | Ursprung |
| ---------- | ----------------------------------------------------------------- | -------- |
| Kjol       | Vävd i röda och blå ränder                                        |          |
| Liv        | Mörkblå                                                           |          |
| Överdel    | Vit blus med silverspänne                                         |          |
| Förkläde   | Vitt                                                              |          |
| Halskläde  |                                                                   |          |
| Huvudbonad | Handbroderad mössa med vit spets (gift) Vitt band i håret (ogift) |          |
| Ytterplagg | Mörkblå jacka                                                     |          |
| Fotdon     | Vita strumpor                                                     |          |

## Dräktområde N finnskoga, Norra Ny, Dalby

### Norra Ny Socken
Norra Ny sockendräkt

### Dalby socken
Dalby sockendräkt

### N Finnskoga socken
N Finnskoga har färre bevarade plagg än andra sockar i Övre Klarälvsdalen . Det kan noteras att det i Norra Finnskoga har funnits beskrivet dräktskick från 1850-tal med tydliga influenser från Norska finnbygden , t.ex. en frack och kvinnotröja med knappar. Det finns en samstämmighet mellan vissa kvinnoplagg i Norra Ny och Norra Finnskoga . Till dräkten kan bäras väskbygel av mässing med broderi  samt nålade yllevantar i olika färger med broderier (de vanliga blommotiven med även broderier i ränder i geometriska mönster) . Det finns även bevarade förkläden i rödbottnade kattun och enfärgade ylleförkläden (av äldre typ) med bälte av runda metallbeslag . 
N Finnskoga använder samma mansdräkt som i Dalby .
| Plaggtyp   | Beskrivning | Ursprung                                                       |
| ---------- | --- | -------------------------------------------------------------- |
| Kjol       | Livkjol med grön kjol . Lång och relativ snäv (empirinblandning). Röd tvinnat ullgarnsnogg längs | Grönt exemplar, original 1840                                  |
| Liv        | Livkjol med svart ylle, knäpps åt vänster med hyskor och hakar Hög midjesöm |                                                                |
| Överdel    | |                                                                |
| Förkläde   | Skotskrutigt köpetyg i mörkt och blått, påverkan från borgerligt mode mitten av 1800-talet | Original 1840                                                  |
| Halskläde  | |                                                                |
| Huvudbonad | Ingen bevarad, rekommenderas samma linnehätta som i Norra Ny. Olika huvudkläden, t.ex. Blått och rödrutigt kan sättas ovanpå . Hårvalk med rött mönstrat band (ogift) Vit hatt (gift), ev med rutig huvudduk över knuten under hakan |                                                                |
| Ytterplagg | Mörkbrun vadmal med häktorf fram och bindslag på ärmar med smalt rött band som kantmarkering . Midjekort. Blindslag på ärmar med small rött ullgarnstofsband.                                                                        | Samma tillskärning som i Norra Ny utan markerade näsor baktill |
| Fotdon     | Svarta strumpor |                                                                |

## Ekshärad socken
Ekshärad sockendräkt